# Philippe d'Aunay
Pour les articles homonymes, voir Aunay et Aulnay.
Philippe d'Aunay ou d'Aulnay (né vers 1290/93 – mort supplicié à Pontoise, 19 avril 1314), est un chevalier, frère cadet de Gauthier d'Aunay.

## Biographie
Philippe d'Aunay est connu principalement pour être l'un des protagonistes de l'affaire de la tour de Nesle, en tant qu'amant de Marguerite de Bourgogne (épouse du roi Louis de Navarre, héritier de la couronne de France). Il est supplicié en même temps que son frère aîné place du Grand-Martroy à Pontoise : ils furent roués et écorchés vifs, émasculés, du plomb soufré en ébullition épandu sur eux, puis décapités, traînés à travers rues, et pendus au gibet y pourrissant durant des semaines. « Jamais corps n'auront autant souffert » rapporte alors la chronique.
Selon la chronique d'un contemporain :

« C'est pourquoi, expiant par un genre de mort et un supplice ignominieux un si infâme forfait, ils furent à la vue de tous écorchés tout vivants sur la place publique. On leur coupa les parties viriles et génitales, et leur tranchant la tête, on les traîna au gibet public où, dépouillés de toute leur peau, ils furent pendus par les épaules et les jointures des bras. »

## Famille
Philippe d'Aunay est le fils cadet de Gauthier V d'Aunay (mort ap. 1318/vers 1325), seigneur de Moussy-le-Neuf et de Grand Moulin.
Philippe d'Aunay est marié à Agnès de Montmorency, petite-fille de Mathieu III de Montmorency, dont postérité :
- Philippe II dit « le Gal(l)ois » (mort avant 1392), seigneur de Grand-Moulin et de Villeron, maître d'hôtel des rois Charles V et Charles VI, de Charles Ier de Montmorency et de Jean, comte de Poitiers. Il est gouverneur de la ville de Meaux. Il laisse plusieurs enfants légitimes : Robert (né avant le 10 mai 1365 - mort vers 1414), seigneur d'Orville et de Villeron), Jean, Marguerite (mère de Robert de Baudricourt, compagnon de Jeanne d'Arc, lui-même père du maréchal Jean de Baudricourt), Jeanne, et deux enfants naturels légitimés : Jean le Bâtard d'Aunay et Jeanne d'Aunay dite la Jeune ;
- Pierre, capitaine de la ville de Meaux ;
- Jean d'Aunay dit le Gal(l)ois ;
- Marguerite d'Aunay (ou d'Aulnay).

Il pourrait plausiblement être le père de Jeanne II de Navarre, elle-même mère de Charles II de Navarre, ancêtre direct d'Henri IV.
Outre son frère Gauthier, précité, il a un autre frère, cadet, Gauthier d'Aunay dit « le Jeune », seigneur de Savigny qui laisse deux fils : Regnaut et Perceval d'Aunay.

## Fictions
- Philippe d'Aunay est l'un des personnages du film muet Buridan, le héros de la tour de Nesle (1923), de Pierre Marodon.
- Dans La Tour de Nesle réalisé par Abel Gance, le personnage de Philippe d'Aunay est joué par l'acteur Jacques Toja.
- Dans Les Rois maudits (TV), réalisé en 1972 par Claude Barma, il l'est par Patrick Lancelot.
- Dans Les Rois maudits (TV), réalisé en 2005 par Josée Dayan, il l'est par Silvio Otteanu.